# 張雲逸
張 雲逸（ちょう うんいつ）とは、中華人民共和国の軍人。中国人民解放軍の大将。本名は張雲鎰、別名張勝之。
　

## 略歴
1908年、広東陸軍小学堂入校。1909年、中国同盟会加入。1911年4月、広州において黄花崗起義に参加。同年10月の辛亥革命中、両広総督府の攻撃に参加した。1912年、広東陸軍速成学校に入校。1914年、卒業後、同盟会南方支部により軍閥部隊に派遣され、粤軍の排（小隊）長、連（中隊）長、営（大隊）長を務めつつ、反袁世凱闘争に従事した。1915年、護国戦争に参加。1923年、広東省掲陽県県長に任命。1924年、粤軍許崇智の部隊の旅長を務める。1926年、国民革命軍第4軍第25師参謀長として北伐戦争に参加。同年10月、武漢において中国共産党に入党。1927年の革命失敗後、第25師主力が南昌起義に参加するのを秘密裏に支援した。同年12月、広州、香港等において、中共の秘密工作に従事。
1929年7月、中共中央により南寧に派遣され、広西軍官教導総隊副総隊長、警備第4大隊大隊長、南寧警備司令を務めつつ、兪作柏、李明瑞と関係を確立した。同年12月11日、鄧小平等と共に百色起義を指揮し、中国工農紅軍第7軍を創設、軍長として桂系軍閥の反撃を撃退し、右江蘇区を確立した。1930年4月、紅7軍主力を率いて黔辺を転戦し、貴州榕江城を占領した。同年6月、百色、奉議、恩隆等の県を攻略し、10月、鄧小平、李明瑞と共に右江蘇区を離れ、桂・黔・湘地区を転戦した。
1931年1月、広西で召集された紅7軍前線委員会会議上において、鄧小平等と共に都市攻撃を停止し、湘粤で遊撃戦を展開することを決定した。2月の楽昌河渡河時、敵に分断されたが、本部と第58団を率いて封鎖線を突破した。3月中旬、湘贛蘇区に進入して湘東独立師と会合し、河西臨時総指揮部を創設し、総指揮として永陽鎮等の戦闘を行った。4月、永新において紅7軍主力と会合し、河西総指揮部参謀長となる。事後、李明瑞と共に安福、茶陵、安仁等の県を攻略し、中央ソビエト区の第二次反「囲剿」を支援した。同年冬、中央革命軍事委員会副参謀長兼作戦局局長に任命。
1933年、粤贛軍区司令員、後に紅軍総司令部、紅一方面軍司令部副参謀長兼作戦部部長となり、「戦闘指揮研究事項」等の指導文書を発表した。1934年10月、中央革命軍事委員会副参謀長兼作戦局局長として長征に参加。陝北到達後、紅一方面軍参謀長を兼任。1936年12月、中央革命軍事委員会委員に任命。1936年、両広事変後、中共中央により広州、香港、南京、武漢、福州、桂林等に派遣され、国民党上層部中に抗日民族統一戦線を樹立する工作を行った。

## 日中戦争
日中戦争初期、新四軍の編成業務に参与した。1938年春、新四軍参謀長兼第3支隊司令員に任ぜられ、清水潭、馬家園等の戦闘を指揮した。11月、2個中隊を率いて江北無為地区に移り、江北遊撃縦隊を編成し、東進して皖東抗日根据地を開拓した。1939年5月、新四軍江北指揮部を創設し、その指揮と中共前線委員会書記となった。第4、第5支隊と江北遊撃縦隊を指揮して、淮河以南、津浦路両側で汪兆銘軍を撃破した。1940年1月、中共中央中原局委員に任命。劉少奇書記等と共に、第4、第5支隊主力を指揮して、大橋、半塔集反頑と夏季反「掃討」作戦に勝利した。皖南事変後、新四軍副軍長兼第2師師長、抗日軍政大学第8分校校長を務める。1943年1月、新四軍副軍長に専任。
1943年11月、陳毅軍長代理が延安に移った後、新四軍の業務を主管する。中共中央の指示に基づき、1944年7月、第4師主力を西進させ、豫皖蘇辺区根据地を回復した。同年冬、第1師の一部を南下させ、蘇浙皖辺敵後新区を開拓。1945年6月、中共第7回中央委員に選出。

## 国共内戦
国共内戦時期、新四軍第一副軍長兼山東軍区第一副司令員、華東軍区副司令員兼山東軍区司令員、華東軍政大学校長等を歴任した。1945年秋、新四軍の一部の北進工作を組織した後、主力を指揮して、津浦鉄道（天津－浦口）を襲撃し、国民党軍の北上を遅滞せしめた。1946年11月、膠東、魯中軍区部隊により平安戦役を発動し、国民党軍1万5千人を撃滅した。1947年、国民党軍が山東解放区に進攻した時、軍区地方部隊を指揮。同年8月、中共華東後方工作委員会書記を兼任し、淮海戦役と渡江作戦の後方保障を担当した。1949年9月、中共中央華南分局第二書記に任命。

## 中華人民共和国建国後
中華人民共和国建国後は、中央人民政府人民革命軍事委員会委員、中共広西省委員会書記、広西省人民政府主席、広西軍区司令員兼政治委員、中共中央中南局委員、中南行政委員会副主席を歴任。1955年、大将の階級を授与される。
1962年、中共中央監察委員会副書記。中共第8回～第10回中央委員、第1回～第3回全人大常務委員会委員、第1回～第3回国防委員会委員。1974年11月19日、北京で死去。